# Kotiate
Le kotiate est un type d’arme à main traditionnelle des Maoris, le peuple indigène de la Nouvelle-Zélande.

## Caractéristiques
Un kotiate est une massue courte normalement faite en bois ou en os de baleine. Kotiate signifie "couper" ou "diviser" le foie (koti = "coupé en deux" ou "diviser" ; ate = "foie"). La forme de l'objet ressemble un peu à la partie lobée du foie humain.

## Galerie

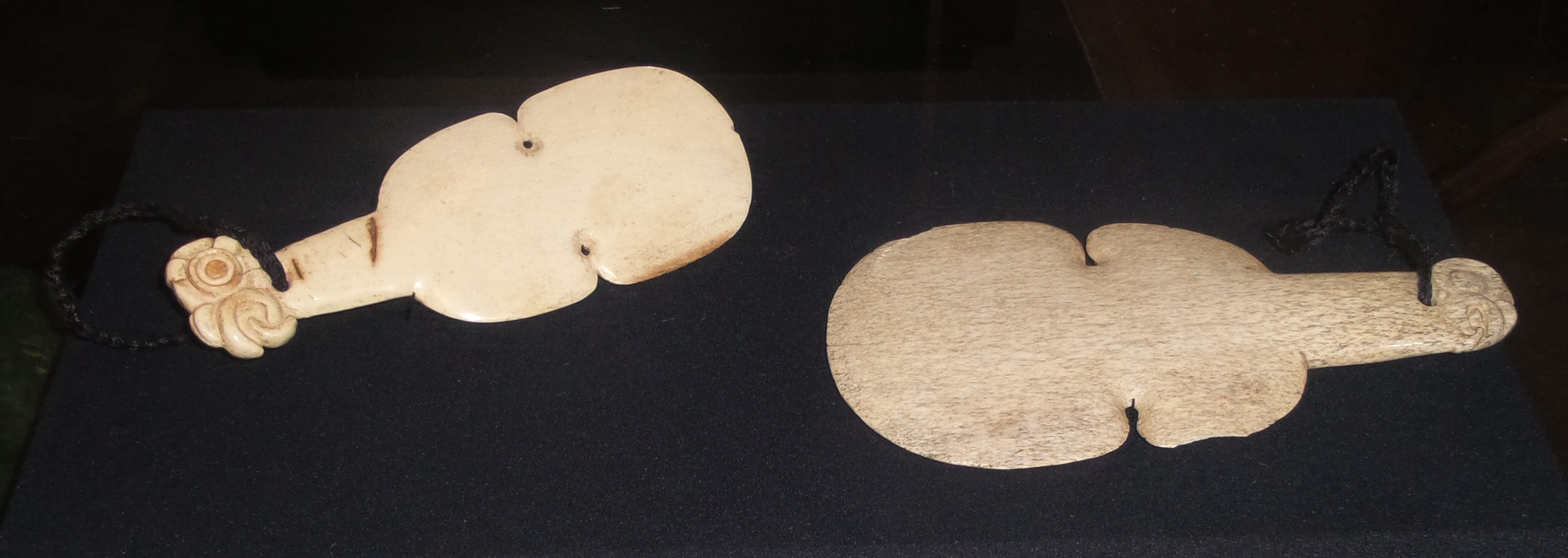
Deux kotiates en os de baleine.
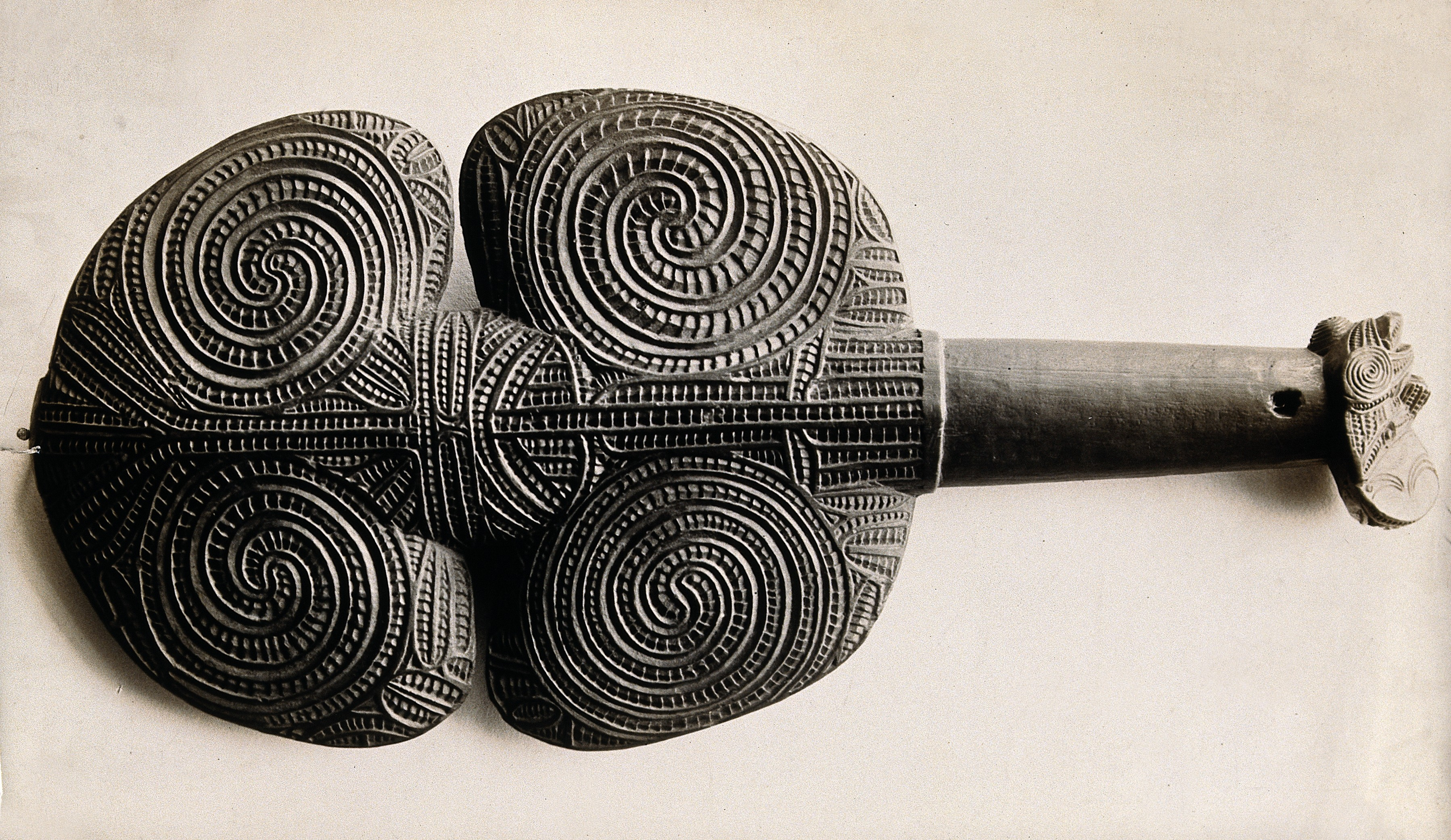
Kotiate en bois.
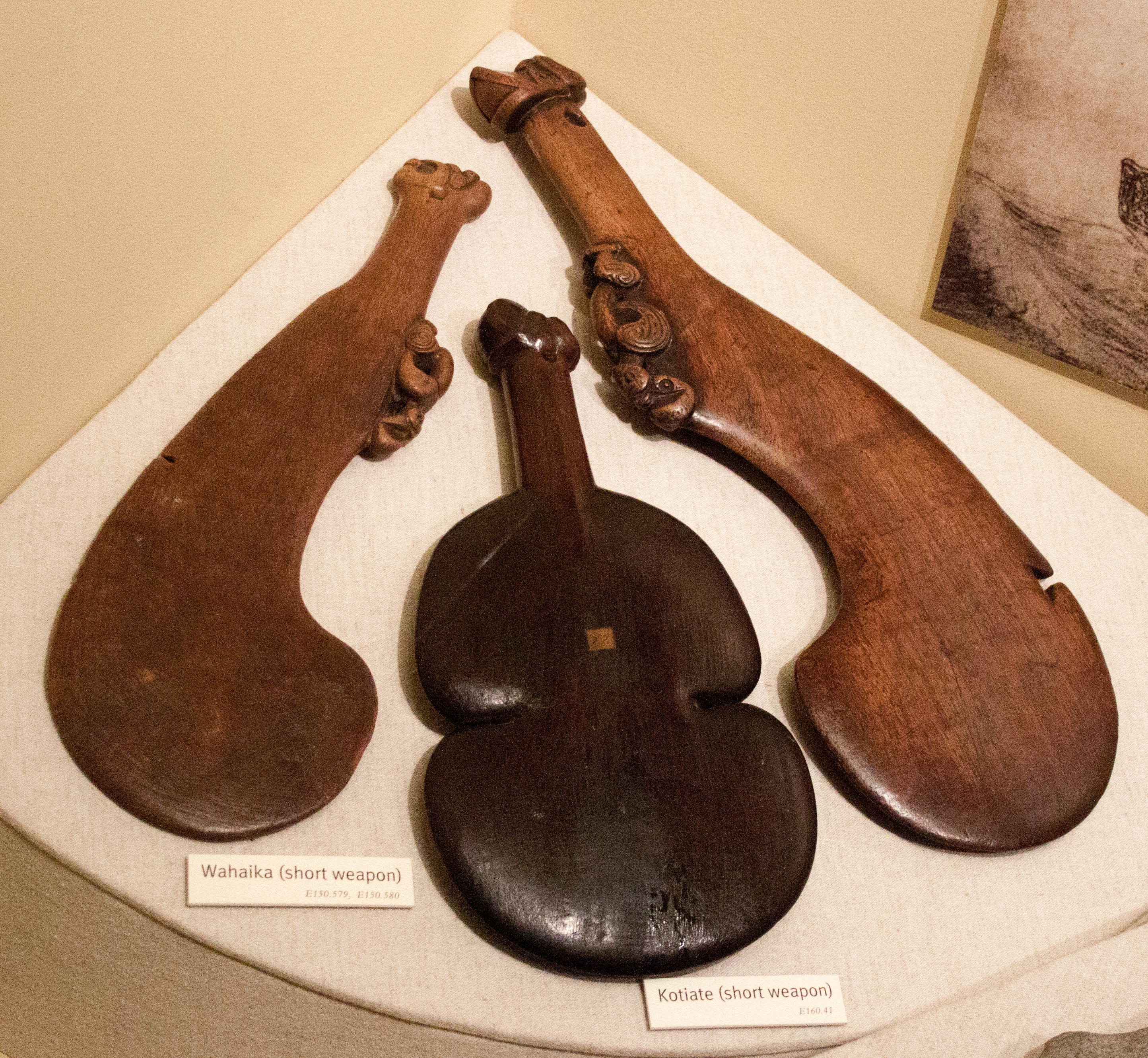
Un kotiate au milieu de deux wahaikas.